# 杉村寛正
杉村 寛正（すぎむら かんせい、1844年（弘化元年10月） - 1916年（大正5年）6月21日）は、日本の政治家、衆議院議員（3期）。

## 経歴
石川県出身。漢学を学んだ。石川県権参事を経て、金沢で忠告社を組織し、社長となる。
1890年の第1回衆議院議員総選挙において石川2区から自由党公認で立候補したが落選。翌1891年の補欠選挙で当選した。1892年の第2回衆議院議員総選挙には不出馬。同年10月の補欠選挙で再選。1894年3月の第3回衆議院議員総選挙で落選。同年9月の第4回衆議院議員総選挙では自由党から立候補して当選した。1898年の第5回衆議院議員総選挙は不出馬。1916年に死去した。墓所は金沢市長久寺。

## 親族
- 杉村虎一 - 弟。外交官。
- 杉村文一 - 弟。紀尾井坂の変で大久保利通を暗殺。